# Saint-Victor-en-Marche
Saint-Victor-en-Marche è un comune francese di 379 abitanti situato nel dipartimento della Creuse, nella regione della Nuova Aquitania.

## Società

### Evoluzione demografica
Abitanti censiti